# 歐瑄
歐瑄（1436年—1508年），字廷璧，湖廣郴州興寧縣人，民籍。明朝政治人物。進士出身。

## 生平
湖廣鄉試第四十九名。成化八年（1472年）壬辰科會試第九十五名，殿試登進士第三甲第七十一名，授南京刑部主事，再遷郎中。弘治元年擢廣西參議，改四川，提督建昌糧儲，兼管川南諸道。曾祖父歐宗禮。祖父歐必璇。父亲歐永暹。